# Chiesa (Formazza)
Chiesa is een plaats (frazione) in de Italiaanse gemeente Formazza.

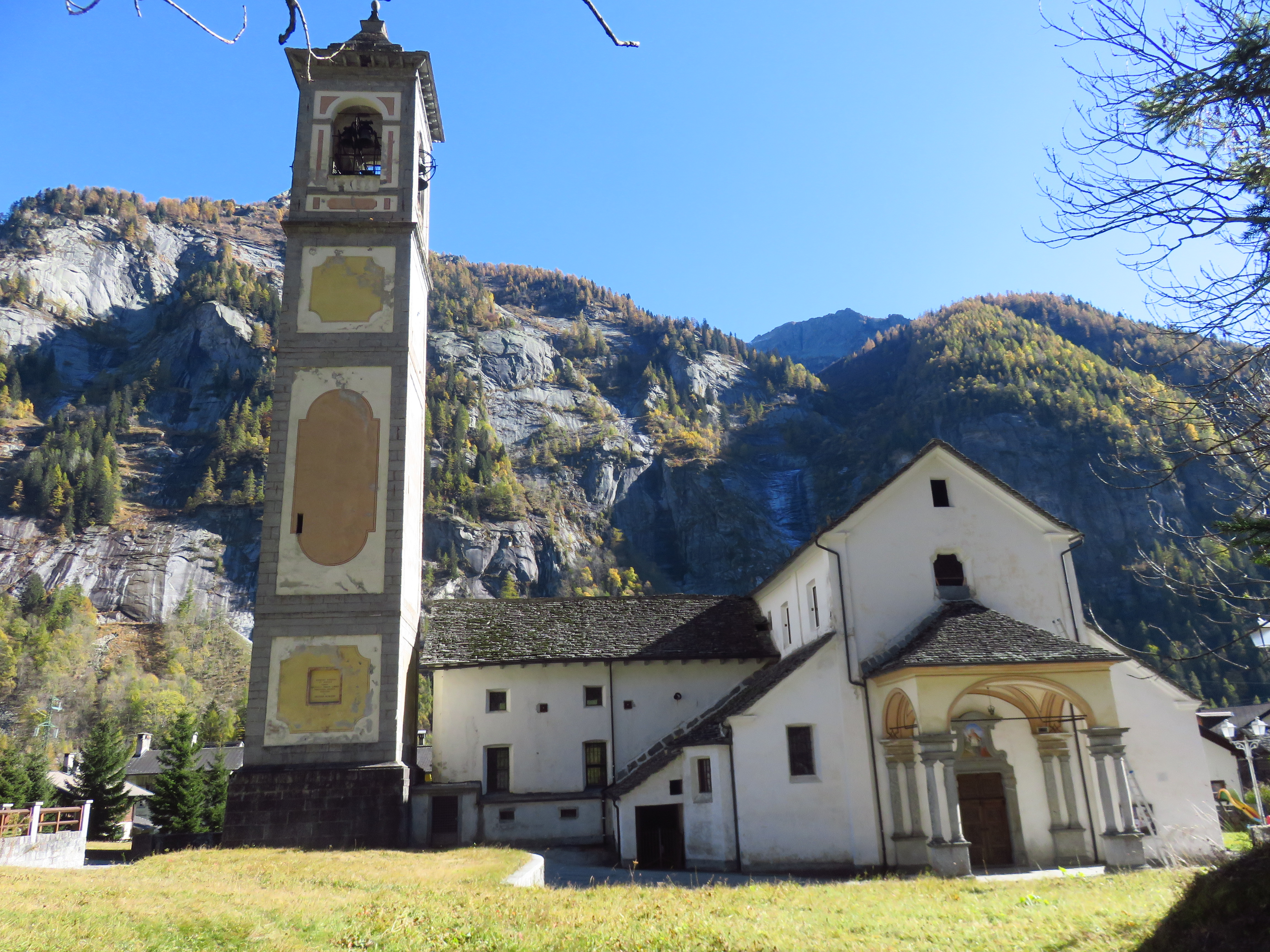